# Witenwasserenstock
Il Witenwasserenstock (3.082 m s.l.m.) è una montagna del Massiccio del San Gottardo nelle Alpi Lepontine.

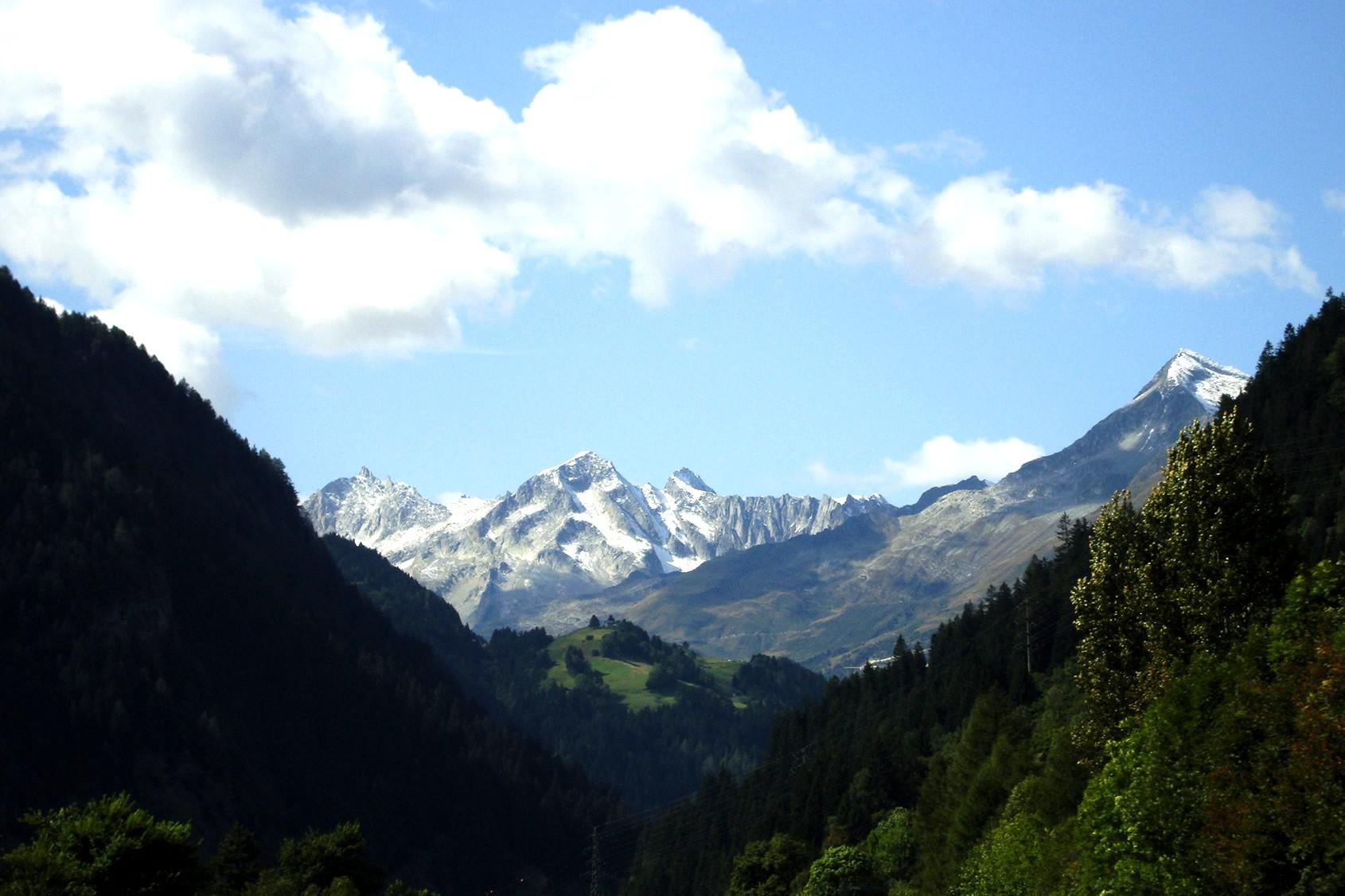
Vista della Valle Leventina con al centro il Witenwasserenstock.

## Descrizione
Si trova sulla linea di confine tra gli svizzeri Canton Vallese e Canton Uri. Vicino alla vetta vi è la triplice frontiera tra i Cantoni Vallese, Uri e Ticino ed il triplice spartiacque tra i bacini del Reno, del Rodano e del Po.
Un altro punto di incontro fra tre spartiacque è il Passo Lunghin, in comune fra i bacini del Po, del Reno e del Danubio.